# آگاتا (فیلم)
آگاتا (انگلیسی: Agatha) یک فیلم درام و جنایی به کارگردانی مایکل اپتد است که در سال ۱۹۷۹ منتشر شد.

## بازیگران
- داستین هافمن
- ونسا ردگریو
- تیموتی دالتون
- تیموتی وست
- کریستوفر فیربانک
- لیز اسمیت
- پل بروک
- پیتر آرن